# Kreis Nagyatád
Der Kreis Nagyatád (ungarisch Nagyatádi járás) ist ein Binnenkreis im Zentrum des südwestungarischen Komitats Somogy. Er grenzt im Westen an den Kreis Csurgó, im Norden an den Kreis Marcali, im Osten an den Kreis Kaposvár und im Süden an den Kreis Barcs.

## Geschichte
Der Kreis ging während der ungarischen Verwaltungsreform Anfang 2013 unverändert mit allen 18 Gemeinden als Nachfolger des gleichnamigen Kleingebiets (ungarisch Nagyatádi kistérség) hervor.

## Gemeindeübersicht
Der Kreis Nagyatád hat eine durchschnittliche Gemeindegröße von 1.405 Einwohnern auf einer Fläche von 35,95 Quadratkilometern. Die Bevölkerungsdichte liegt unter dem Komitatswert. Der Kreissitz befindet sich in der einzigen Stadt, Nagyatád, im Zentrum des Kreises gelegen.
| Gemeinden        | Status   | Herkunft Kleingebiet | Einwohnerzahl | Einwohnerzahl | Einwohnerzahl | Fläche (km²) | Bevölkerungs- dichte (Ew./km²) |
| Gemeinden        | Status   | Herkunft Kleingebiet | 01.10.2011    | 01.01.2013    | 01.01.2016    | 01.01.2016   | Bevölkerungs- dichte (Ew./km²) |
| ---------------- | -------- | -------------------- | ------------- | ------------- | ------------- | ------------ | ------------------------------ |
| Bakháza          | Gemeinde | Nagyatád             | 180           | 191           | 179           | 5,92         | 30,2                           |
| Beleg            | Gemeinde | Nagyatád             | 631           | 592           | 599           | 17,99        | 33,3                           |
| Bolhás           | Gemeinde | Nagyatád             | 412           | 436           | 418           | 31,43        | 13,3                           |
| Görgeteg         | Gemeinde | Nagyatád             | 1.091         | 1.111         | 1.135         | 33,50        | 33,9                           |
| Háromfa          | Gemeinde | Nagyatád             | 789           | 788           | 759           | 42,14        | 18,0                           |
| Kaszó            | Gemeinde | Nagyatád             | 105           | 110           | 96            | 22,48        | 4,3                            |
| Kisbajom         | Gemeinde | Nagyatád             | 417           | 417           | 394           | 13,67        | 28,8                           |
| Kutas            | Gemeinde | Nagyatád             | 1.412         | 1.456         | 1.479         | 36,55        | 40,5                           |
| Lábod            | Gemeinde | Nagyatád             | 1.964         | 2.048         | 1.914         | 66,51        | 28,8                           |
| Nagyatád         | Stadt    | Nagyatád             | 11.032        | 10.921        | 10.468        | 70,60        | 148,3                          |
| Nagykorpád       | Gemeinde | Nagyatád             | 598           | 608           | 575           | 33,42        | 17,2                           |
| Ötvöskónyi       | Gemeinde | Nagyatád             | 951           | 925           | 922           | 27,71        | 33,3                           |
| Rinyabesenyő     | Gemeinde | Nagyatád             | 192           | 209           | 222           | 28,63        | 7,8                            |
| Rinyaszentkirály | Gemeinde | Nagyatád             | 390           | 394           | 373           | 30,56        | 12,2                           |
| Segesd           | Gemeinde | Nagyatád             | 2.483         | 2.528         | 2.453         | 73,09        | 33,6                           |
| Somogyszob       | Gemeinde | Nagyatád             | 1.573         | 1.586         | 1.530         | 40,08        | 38,2                           |
| Szabás           | Gemeinde | Nagyatád             | 604           | 597           | 601           | 18,11        | 33,2                           |
| Tarany           | Gemeinde | Nagyatád             | 1.179         | 1.183         | 1.165         | 54,68        | 21,3                           |
| Kreis Nagyatád   |          |                      | 26.003        | 26.100        | 25.282        | 647,07       | 39,1                           |